# TV Maracá
A  TV Maracá foi uma emissora de televisão brasileira instalada na cidade de Boa Vista, capital do Estado de Roraima. A emissora era afiliada à TV JB e sintonizada no canal 28 UHF. A emissora de televisão entrou no ar em 2001 até ser extinta em 2007, sendo substituída pela TV Cidade.

## História
A  TV Maracá entrou no ar em 2001, sendo o oitavo canal aberto da cidade (o segundo em UHF, o primeiro foi Amazon Sat em 1997), como afiliada da Rede Família. A emissora única captada fora de Boa Vista devido ao transmissor potente e dispôs de quase seis horas diárias de programação local, divididas em jornalismo e entretenimento.
Mas a programação local tinha mais audiência do que a Rede Família, o que levou a emissora a deixar a rede pela Central Nacional de Televisão (CNT) em 2005.
Em 17 de abril de 2007, quando a CNT passou a transmitir a programação da TV JB, tornou-se umas das primeiras afiliadas da nova rede, até julho do mesmo ano, mudou de nome para a TV Cidade.